# Samantha Bond
Samantha Bond, född 27 november 1961 i Kensington, London, är en brittisk skådespelare. Bond är känd för att ha spelat rollen som Miss Moneypenny i de fyra James Bond-filmerna med Pierce Brosnan i huvudrollen. Hon har även medverkat i TV-serier som Morden i Midsomer, Downton Abbey och Home fires.

## Filmografi i urval
- 1983 – Mansfield Park
- 1985 – Agatha Christie's Miss Marple (TV-serie)
- 1989 – Erik Viking
- 1990 – Agatha Christie's Poirot (TV-serie)
- 1992 – Kommissarie Morse (TV-serie)
- 1995 – GoldenEye
- 1996 – Emma
- 1997 – Tomorrow Never Dies
- 1999 – Världen räcker inte till
- 2001–2011 – Morden i Midsomer (TV-serie)
- 2001 – Bomben
- 2002 – Die Another Day
- 2007 – Kommissarie Lynley (TV-serie)
- 2009 – Från Lark Rise till Candleford (TV-serie)
- 2009 – Agatha Christie's Marple (TV-serie)
- 2010–2015 – Downton Abbey (TV-serie)
- 2015–2016 – Home fires (TV-serie)
- 2020 – Mord i paradiset (TV-serie)
- 2023 – Dreamland (TV-serie)